# Respawn Entertainment
Respawn Entertainment, LLC là một công ty phát triển video game ở Mỹ được sáng lập bởi Jason West và Vince Zampella. Trước đó, West và Zampella đều là đồng sáng lập công ty Infinity Ward (cùng với Grant Collier), cũng như là cha đẻ của thương hiệu Call of Duty. West và Zampella chịu trách nhiệm phát triển Call of Duty cho đến năm 2010, khi họ bị Activision (công ty mẹ của Infinity Ward) sa thải.
Respawn đã phát triển dòng game Titanfall và game thuộc thể loại battle royal Apex Legends. Electronic Arts mua lại công ty này vào ngày 1 tháng 12, 2017. Bên cạnh Titanfall và Apex Legends, Respawn đã phát triển game Star Wars Jedi: Fallen Order (được phát hành vào tháng 11, 2019), và hiện tại đang phát triển game Medal Of Honor: Above and Beyond.

## Lịch sử
Vào ngày 1 tháng 3 năm 2010, Activision sửa đổi báo cáo với Ủy ban Chứng Khoán để thông báo rằng hai nhân viên cấp cao của Infinity Ward bị sa thải do "vi phạm hợp đồng và bất phục tùng". Điều này trùng khớp với việc Jason West (đạo diễn game, đồng giám đốc tài chính, giám đốc công nghệ và chủ tịch Infinity Ward) và Vince Zampella (giám đốc điều hành và đồng sáng lập Infinity Ward) chỉnh sửa hồ sơ của họ trên LinkedIn để đưa Infinity Ward vào danh sách ông chủ cũ vào tháng 3 năm 2010. Theo tường trình, một cuộc họp giữa Zampella, West và nhân viên Activision được tổ chức vào ngày 1 tháng 3, nhưng cả Zampella lẫn West đều không có mặt. Sau đó Activision chính thức xác nhận rằng West và Zampella đã bị đuổi việc, và được tạm thời thay thế bởi Steve Pearce và Steve Ackrich.
Vào ngày 12 tháng 4 năm 2010, tờ Los Angeles Times thông báo rằng West và Zampella đã thành lập hãng phát triển game độc lập mang tên Respawn Entertainment. Họ được Electronic Arts tài trợ thông qua Chương trình Đối tác EA. West và Zampella được trao quyền cho tất cả tài sản trí tuệ do họ sản xuất trong tương lai. Trong tháng 10 năm 2010, 38 trong số 46 nhân viên Infinity Ward nghỉ việc sau khi West và Zampella bị sa thải đã tiết lộ trên LinkedIn và Facebook rằng họ đã đăng ký làm việc cho Respawn Entertainment.

## Trò chơi
| Năm  | Tên                              | Nền tảng                                   | Nhà phát hành                   | Chú thích |
| ---- | -------------------------------- | ------------------------------------------ | ------------------------------- | --------- |
| 2014 | Titanfall                        | Windows, Xbox 360, Xbox One                | Electronic Arts                 |           |
| 2016 | Titanfall 2                      | Windows, Xbox One, PlayStation 4           | Electronic Arts                 |           |
| 2019 | Apex Legends                     | Windows, Xbox One, PlayStation 4           | Electronic Arts                 |           |
| 2019 | Star Wars Jedi: Fallen Order     | Microsoft Windows, PlayStation 4, Xbox One | Electronic Arts                 |           |
| 2020 | Medal of Honor: Above and Beyond | Oculus Rift                                | Oculus Studios, Electronic Arts |           |

Frank Gibeau, chủ tịch thương hiệu EA Games tiết lộ tại E3 2011 rằng game của Respawn Entertainment do EA phát hành sẽ mang tính khoa học viễn tưởng và tạo điều kiện để nhà phát hành "cạnh tranh với các game cùng thể loại như Gears of Wars và Halo". Gibeau cũng nói rằng EA sẽ phát hành dự án của Respawn khi họ gặp thời gian phát hành thích hợp. Sau đó trong tháng 6, Respawn tung ra ảnh teaser bị mờ của tựa game chưa được tiết lộ trên trang web chính thức. Respawn lại tung ra ảnh teaser bị mờ khác, giới thiệu tựa game mới và công nghệ mo-cap được sử dụng trong quá trình phát triển. Tháng 4 năm 2013, Respawn đã đăng ký tên thương mại Titan, và người ta thông báo rằng game của Respawn sẽ là game trực tuyến độc quyền trên Xbox, mặc dù không có thông tin cụ thể nào được xác nhận.
Vào tháng 6 năm 2013, Respawn Entertainment ra mắt Titanfall tại E3. Ngày 22 tháng 10, game được thông báo sẽ phát hành vào ngày 11 tháng 3 năm 2014 tại Bắc Mỹ và ngày 13 tháng 3 tại châu Âu. Vào Tháng 3 năm 2015, Respawn được thông báo đang phát triển phần tiếp theo của Titanfall.
Vào tháng 6 năm 2014, Stig Asmussen, người từng tham gia phát triển Gears of War trong Sony Santa Monica, đã gia nhập Respawn với vai trò đạo diễn một tựa game khác không liên quan gì đến Titanfall. Theo danh sách công việc trong tháng 1 năm 2016, dự án này sẽ là game phiêu lưu hành động góc nhìn thứ ba. Tháng 4 năm 2016 - Ngày Star Wars - Asmussen công bố Respawn đang phát triển game Star Wars góc nhìn thứ ba.